# Стаццона (Франция)
Стаццона (фр. Stazzona, корс. A Stazzona) — коммуна во Франции, находится в регионе Корсика. Департамент коммуны — Верхняя Корсика. Входит в состав кантона Кастаньичча. Округ коммуны — Корте.
Код INSEE коммуны — 2B291.

## Население
Население коммуны на 2008 год составляло 39 человек.
| 1962 | 1968 | 1975 | 1982 | 1990 | 1999 | 2008 |
| ---- | ---- | ---- | ---- | ---- | ---- | ---- |
| 82   | 82   | 57   | 50   | 35   | 33   | 39   |

## Экономика
В 2007 году среди 14 человек в трудоспособном возрасте (15—64 лет) 9 были экономически активными, 5 — неактивными (показатель активности — 64,3 %, в 1999 году было 57,1 %). Из 9 активных работали 8 человек (5 мужчин и 3 женщины), безработным был 1 мужчина. Среди 5 неактивных 2 человека были пенсионерами, 3 были неактивными по другим причинам.